# Izair Emini
Izair Emini (in macedone Изаир Емини?; Tetovo, 4 ottobre 1985) è un ex calciatore macedone, di ruolo attaccante.

## Carriera
Il 7 gennaio 2015 viene acquistato a titolo definitivo dalla squadra albanese del Kukësi.

## Palmarès

### Club

#### Competizioni nazionali
- Campionato macedone: 3

Škendija: 2010-2011, 2017-2018, 2018-2019
- Supercoppa di Macedonia: 1

Škendija: 2011
- Coppa d'Albania: 1

Kukësi: 2015-2016
- Supercoppa d'Albania: 1

Kukësi: 2016
- Campionato albanese: 1

Kukësi: 2016-2017
- Coppa di Macedonia: 1

Škendija: 2017-2018

### Individuale
- Capocannoniere della Prva Liga: 1

2014-2015 (20 gol)